# 公子乐
公子乐（前7世纪—前621年），中国春秋时期晋国的公子。公子乐是晋文公和辰嬴的儿子。晋文公即位后，公子乐出仕于陈国。晋襄公死后，狐射姑建议立公子乐为君，赵盾说公子乐其母出身低贱，不得立。狐射姑执意迎立公子乐，公子乐在回国途中被赵盾派人杀死。